# Movimento Unido de Gilgit-Baltistan

Bandeira do movimento.

O Movimento Unido Gilgit-Baltistan (em inglês:  Gilgit-Baltistan United Movement, GBUM) é um movimento político de Gilgit-Baltistan baseado em Skardu, Paquistão. Exige um estado totalmente autônomo consistindo em Gilgit e Baltistan, anteriormente conhecido como Áreas do Norte. 
O movimento afirma que as regiões de Gilgit e Baltistan devem ser denotadas como "Gilgit-Baltistan" e que o Conselho Legislativo das Áreas do Norte deve receber o status de "Assembleia Constitucional Independente" e direitos semelhantes concedidos à Assembleia Legislativa de Caxemira de Azad existente. 

## Reivindicação para recuperar uma independência passada
Segundo o movimento, a região desfrutou de um breve período de independência entre 1 de novembro de 1947, quando a suserania dos governantes dogras do estado principesco da Caxemira deixou de existir, e 16 de novembro de 1947, quando as forças tribais paquistanesas e soldados do Exército do Paquistão invadiram a região. De acordo com o major britânico William Brown, havia um plano secreto entre os Gilgit Scouts para estabelecer uma "República de Gilgit-Astor" quando depuseram as forças armadas do Marajá da Caxemira em 1 de novembro de 1947.